# Блешня

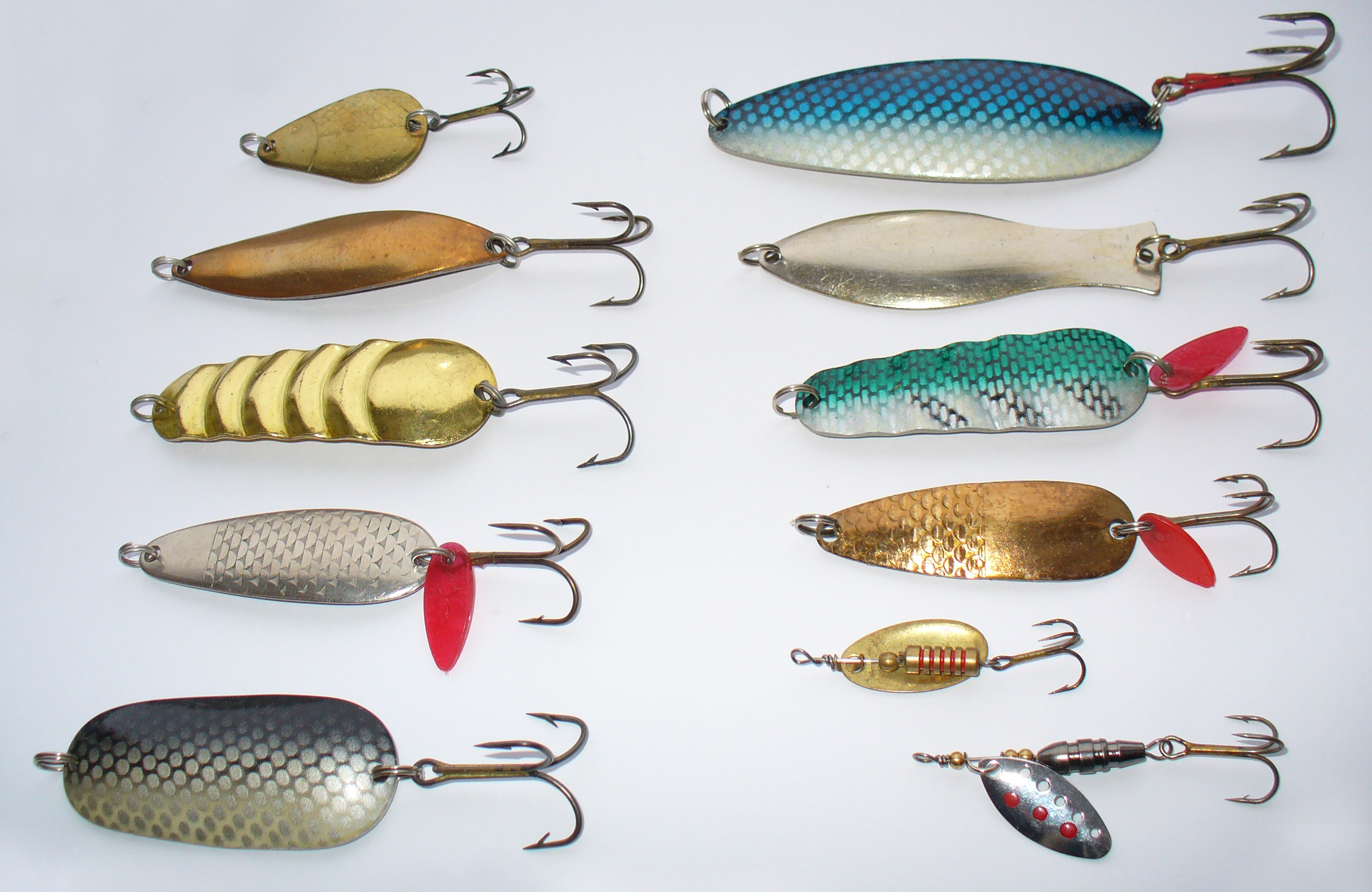
Блешні

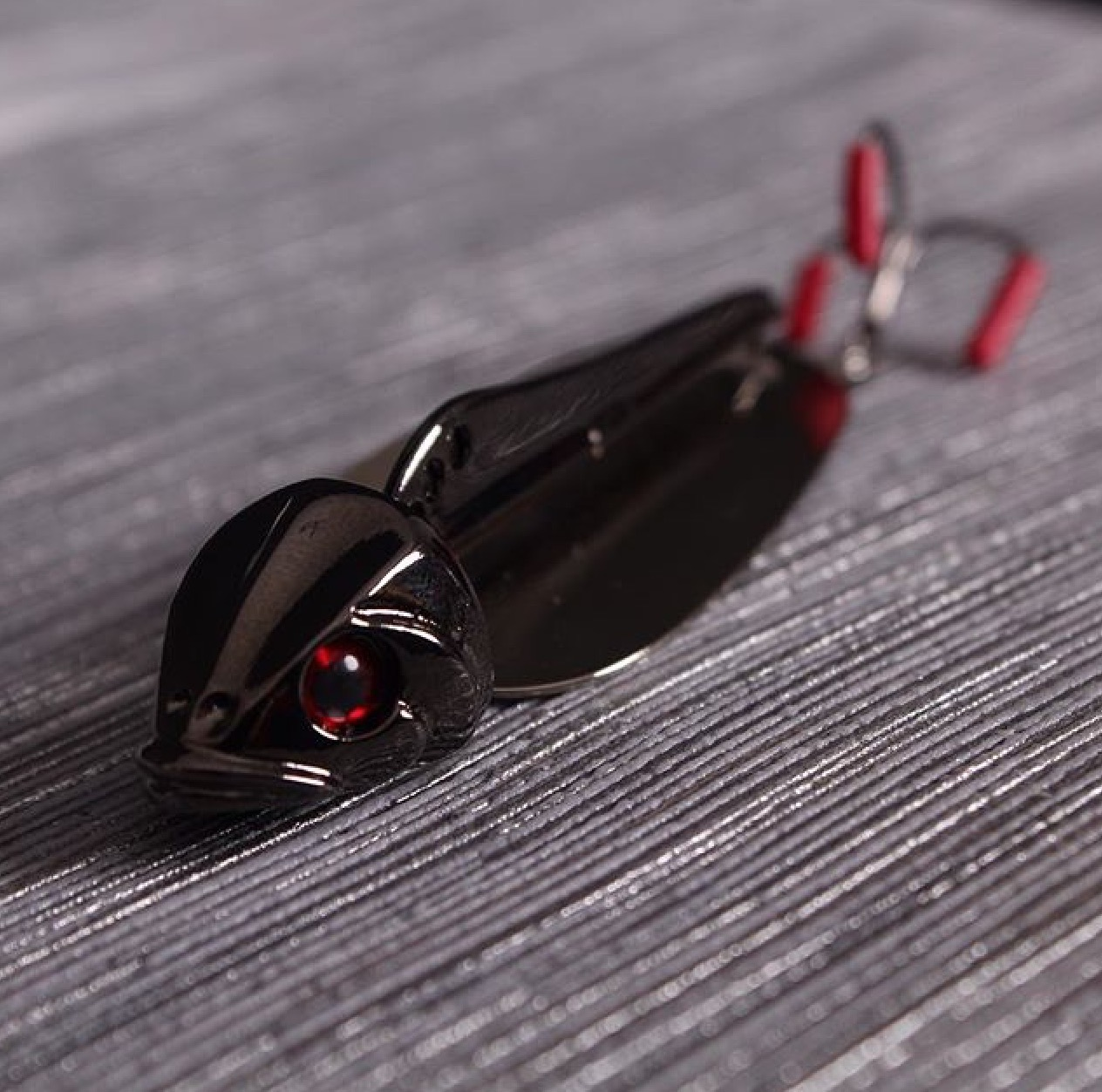
Комбінована блешня

Блешня́ — штучна риболовна принада для ловлі хижої риби. Блешня імітує зазвичай живу рибку, рідше — комаху або іншу звичну для хижака здобич. Для приваблення риби блешню протягують або іншим чином рухають — «грають», імітуючи живу істоту.
Блешні за характером руху у воді бувають коливні та обертові. До обертових блешень також належить швидкісна блешня з пропелером — девон.
Влітку практикують блешніння спінінгом (постійно закидаючи та підтягуючи блешню), або тягнучи за човном (тролінг, або ловля «на доріжку»).
Взимку використовують спеціальні зимові блешні та мормишки, посмикуючи їх вертикально. Іноді цей спосіб застосовують з човна або гідротехнічних споруд влітку.

## Види блешень

### Коливні блешні
Коливна блешня — це металева пластина, опукла з лицьового боку і увігнута із зворотнього. Має декілька отворів: спереду для кріплення до волосіні, ззаду — для рибальського гачка, зазвичай потрійного. В отворах знаходяться заводні кільця з декількох витків сталевого дроту. Ці кільця виконують роль шарнірного кріплення. Коливна блешня «грає», здійснюючи похитування в воді з боку в бік.

##### Обертові блешні
Обертова блешня (вертушка) має дротяну вісь з рибальським гачком. Іноді на осі є додаткове грузило. Металева пластинка закріплена тільки за один край і при русі у воді обертається навколо дротяної осі. Як правило, обертові блешні менше за розміром, ніж коливні, і розраховані вони на відносно дрібну хижу рибу (окуня, форель), але є і винятки — в умілих руках вони перетворюються на зброю проти гігантів: таких як сом, щука, судак.
Обертова блешня має складну конструкцію. Вона складається із стрижня — довжиною не більше 50 мм, його можна виготовити з дроту товщиною 1-2 мм. Один кінець стрижня через вертлюжок і завідне кільце кріпиться до повідця. До самого стрижня кільцем або скобою кріпиться металева пластинка — пелюстка. Місце кріплення повинно бути обмежено стопорами, їх роблять з намистин або з іншого матеріалу. І далі до стрижня кріпиться якір, трійник або гачок іншого виду.
Стрижні можуть бути не гладкими. На них наносять спеціальні бортики і виточки. Це всіляко прискорює початок роботи блешні і полегшує її обертання під час повільної проводки.
Найбільш відомими ефективними обертовими блешнями є: блешні «Mepps» («Меппс»), блешні «Myran».